# Sandra Landi
Sandra Landi (Certaldo, 8 giugno 1947) è una scrittrice e saggista italiana, lavora nel campo dell’antropologia culturale e delle scienze sociali.

## Biografia
Specialista di storie di vita, in particolare di storie di donne, ha collaborato con le maggiori case editrici nazionali. Tradotta in spagnolo e  tedesco, ha unito all'impegno nella scrittura, quello politico per il movimento femminile e giovanile. Dopo una lunga carriera da dirigente scolastica nel 2006 ha assunto l'incarico di direttrice dell'Istituto regionale di ricerca educativa (IRRE) della Toscana fino al 2009. Nel 2000 ha fondato l’Associazione Culturale Griselda.

## Opere
Tra le sue opere:
- 1989 - Sandra Landi - La guerra narrata - Ed. Marsilio - EAN 9788831751834
- 1991 - Carla Corso e Sandra Landi - Ritratto a tinte forti - Ed. Giunti - ISBN 8809603729 (1993 - Ed. Fischer - ISBN 9783596113859, 2000 - Ed. Talasa - ISBN 9788488119797)
- 1993 - Sandra Landi - Il quaderno di Quintilio - Ed. Protagon - ISBN 8880240013
- 1993 - Sandra Landi - Il quaderno dell'insegnante - Ed. Protagon - ISBN 8880240994
- 1996 - Giovanna Gurrieri, Gino Piagentini e Sandra Landi - Lettere dal limbo - [Morgana Edizioni] - ISBN 9788885698529
- 1996 - Anna Borghini e Sandra Landi - Donna Anna - [Morgana Edizioni] - ISBN 8885698549
- 1998 - Carla Corso e Sandra Landi - Quanto vuoi? Clienti e prostitute si raccontano - Ed. Giunti - ISBN 8809212878
- 2001 - Sandra Landi (a cura di) - Griselda fra memoria e scrittura - Ed. Olschki - ISBN 9788822250186
- 2003 - Gino Piagentini e Sandra Landi - Giardini di marzo - [Morgana Edizioni] - ISBN 9788885698925
- 2003 - Sandra Landi (a cura di) - Leggere e scrivere in tutti i sensi - [Morgana Edizioni] - ISBN 8885698999
- 2004 -  Sandra Landi, Francesca Arena, Anna Scattigno, Dario Ragazzini e Alessandro Adreani, Con passione e con ragione. Catia Franci donna e amministratrice, Firenze, Polistampa, 2004, ISBN 8883047338.
- 2005 - Sandra Landi (a cura di) - Scritture e Ri-scritture - [Morgana Edizioni] - ISBN 8889033274